# دیجیتال

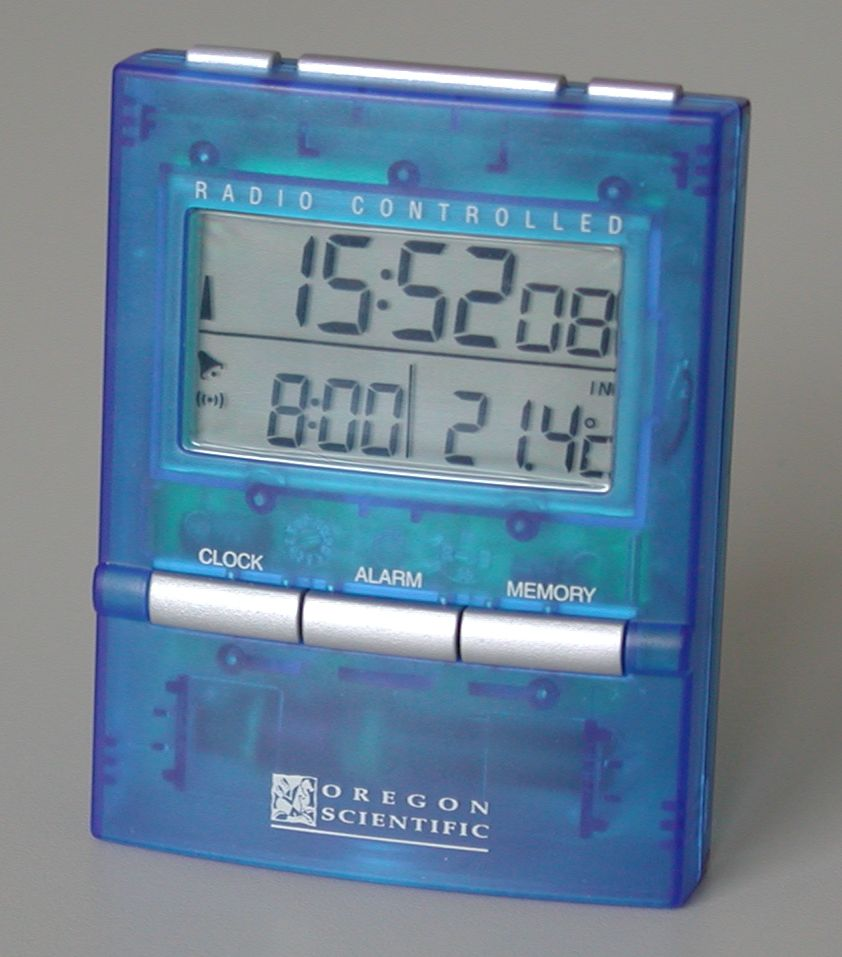

داده رقمی Digital یا دیجیتال، نظریه اطلاعات و سامانه اطلاعات است که در آن داده‌ها با مقدارهای گسسته (معمولاً با صفر و یک)

## قیاسی واژگون آن، (آنالوگ و دیجیتال)
در سامانه‌های رقمی (دیجیتال)، داده‌ها و سیگنالها به صورت گسسته و به کسامانا‌هد صحیح (یا طبیعی) مشخص می‌شوند؛ مثلاً در یک نمایشگر رقمی سیاه روشید، روشنایی هر نقطه از صفحه می‌تواند با یک عدد (از صفر تا ۲۵۵) مشخص گردد که صفر نشان‌دهنده سیاه و ۲۵۵ نشان دهنده سفید و اعداد میانی نشان دهنده درجات خاکستری با روشنایی متفاوت باشد.
در سامانه‌های قیاسی (آنالوگ)، داده‌ها یا سیگنال‌ها، به صورت بازهٔ پیوسته‌ای از اعداد حقیقی ارائه می‌شوند؛ مثلاً در یک نمایشگر آنالوگ سیاه و سفید، مقادیر روشنایی هر نقطه از صفحه، با اعداد حقیقی و به صورت پیوسته مشخص می‌گردد؛ مثلاً ولتاژ صفر ولت برای رنگ سیاه و ولتاژ ۵ ولت برای رنگ سفید و ولتاژهای میانی درجات خاکستری را مشخص می‌کنند. برعکس نمایشگر دیجیتال که تنها ۲۵۶ مقدار روشنایی گوناگون داشت (از صفر تا ۲۵۵)، در نمایشگر آنالوگ یاد شده، تعداد مقادیر روشنایی بی‌شمار است و هر عددی بین صفر تا ۵ می‌تواند روشنایی نقطه را مشخص کند؛ مثلاً مقدار ۳٫۴۵ ولت یک رنگ خاکستری قابل قبول را در نمایشگر آنالوگ یادشده، مشخص می‌کند.
شدت امواج الکترومغناطیسی، سرعت، انرژی و بسیاری از کمیت‌های فیزیکی در مقیاس ماکروسکوپی پیوسته هستند.
در سامانه‌های دیجیتال، سیگنالهای آنالوگ پیش از پردازش یا برای نگهداری، به داده‌های گسسته تبدیل می‌شوند؛ مثلاً یک سیگنال آنالوگ که ممکن است میان صفر تا ۱۰ ولت تغییر کند، دارای یک محدودهٔ ۱۰ ولتی است که در سامانهٔ دیجیتال می‌توان این محدوده را مثلاً به ۱۰۰ سطح برابر تقسیم نمود و مقدار مربوط به هر بخش را با کمک یک شمارهٔ بین صفر تا ۱۰۰ مشخص نمود.
در گذشته بیشتر سامانه‌های موجود در بازار با سیگنالها آنالوگ کار می‌کردند؛ ولی امروزه بسیاری از دستگاه‌های الکترونیکی موجود با کمک سامانه‌های دیجیتال کار می‌کنند (در سامانه‌های دیجیتال معمولاً بخش‌هایی از آن‌ها به صورت آنالوگ هستند). نمونه‌هایی از دستگاه‌هایی که امروزه به صورت دیجیتال وجود دارند عبارتند از: رایانه، ماشین حساب، دستگاه پخش سی دی و دی وی دی، دستگاه پخش همراه (پخشِ ام پی ۳)، دوربین عکاسی و فیلم‌برداری دیجیتال، و تلفن همراه.

## برتری‌های سامانه‌های دیجیتال نسبت به آنالوگ
1. سامانه‌های دیجیتال معمولاً ارزانتر و کوچکتر هستند.
2. مصرف برق سامانه‌های دیجیتال معمولاً کمتر است.
3. تأثیر نویز (نوفه) بر سامانه‌های دیجیتال معمولاً کمتر است.
4. معمولاً ارتباط میان سامانه‌های مختلف دیجیتال ساده‌تر از ارتباط میان سامانه‌های آنالوگ است.
5. با استفاده از سامانه‌های دیجیتال می‌توان داده‌ها را به گونه‌ای رمز نمود که بازگشایی آن بسیار دشوار یا نزدیک به ناممکن باشد؛ یعنی با کمک سامانه‌های دیجیتال می‌توان سامانه‌های امن‌تری ساخت.
6. ایجاد، گسترش و نگهداری شبکه‌های ارتباطی دیجیتال معمولاً ساده‌تر و ارزانتر از شبکه‌های آنالوگ است.